# Normes Nacionals de Qualitat de l'Aire

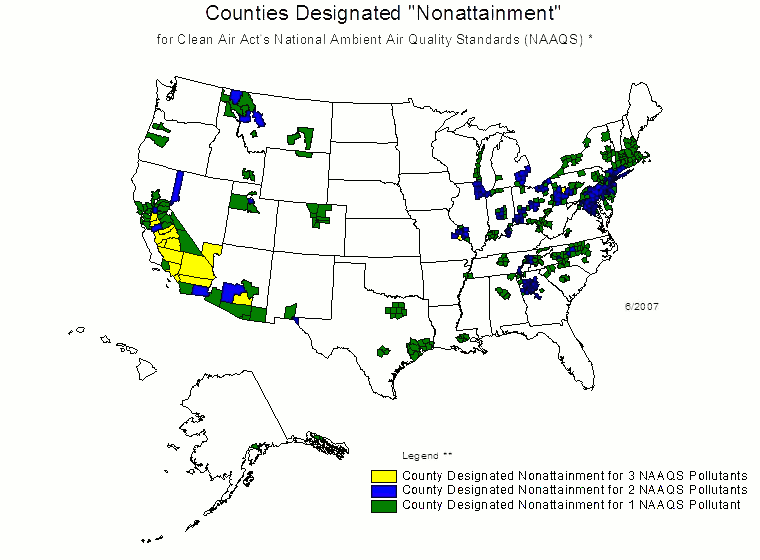
Counties in the United States where one or more National Ambient Air Quality Standards are not met, as of June 2007.

Les Normes de Qualitat de l'Aire Ambient (NAAQS) són normes establertes per l'Agència de Protecció Ambiental dels Estats Units sota l'autoritat de la Llei d'Aire Net (42 USC 7401 et seq.) que s'apliquen per a l'aire exterior a tot el país. Les normes primàries estan dissenyades per protegir la salut humana, amb un marge adequat de seguretat, incloent les poblacions més vulnerables com els nens, els ancians i les persones que pateixen de malalties respiratòries. Les normes secundàries estan dissenyades per protegir el benestar públic dels efectes adversos coneguts o anticipats d'un contaminant.